# Musée Sobirats
Le musée Sobirats était un musée municipal de Carpentras, reconnu Musée de France, qui présentait les collections d'arts décoratifs, provençaux et comtadins, des XVIIIe siècle et XIXe siècle. Ses collections ont été transférées à la Bibliothèque Inguimbertine.

## Histoire
Le musée est installé dans un hôtel particulier du XVIIIe siècle, l'hôtel Armand de Châteauvieux. Construit entre rue et jardin, cet hôtel a gardé son aménagement intérieur d'origine avec ses enfilades de pièces. Légué à la Ville de Carpentras par Isidore Moricelly, celle-ci décide en 1948 d'y présenter les collections d'arts décoratifs et d'arts sacrés de la bibliothèque Inguimbertine. Ce musée du meuble deviendra après 1957 le musée Sobirats en hommage au comte Victor de Sobirats (1861-1957) et à son important legs de meubles, tableaux, objets domestiques et livres.

## Les collections
Les collections du musées sont divers :
- Meubles d'époque Louis XV, Louis XVI, Empire, de type provençal et comtadin,
- Tapisserie d'Aubusson : plusieurs scènes de chasse et de campagne,
- Ferronnerie d'art, notamment l'escalier, ainsi qu'une console des frères Mille,
- Faïences de Moustiers et Marseille
- tableaux : Joseph Vernet, Joseph-Siffrein Duplessis etc.

Plusieurs de ses pièces sont classées au titre des objets historiques.

## Activités
Le musée est ouvert du 1er avril au 30 septembre du mercredi au lundi de 10h à 12h et de 14h à 18h.
Mais le musée Sobirats est actuellement fermé pour cause de transfert des œuvres de la Bibliothèque Inguimbertine d'ici 2020.
Différents types d'activités y sont proposés comme la découverte du patrimoine culturel et tant que lieux de pratique et apprentissage.